# Mark Begich
Mark Peter Begich (Anchorage, Alaska, Estados Unidos; nacido el 30 de marzo de 1962) es un político estadounidense que fue senador de los Estados Unidos por Alaska desde 2009 hasta 2015. Miembro del Partido Demócrata, fue Alcalde de Anchorage de 2003 a 2009.
Fue elegido miembro de la Asamblea de Anchorage a los 26 años. Allí se desempeñó como presidente durante tres años, antes de abandonar la Asamblea en 1998. Realizó dos campañas infructuosas para alcalde en 1994 y 2000 antes de ser elegido en 2003. En las elecciones al Senado de 2008, derrotó por poco al titular Ted Stevens, quien en ese momento era el republicano que más tiempo llevaba en el Senado.
En las elecciones al Senado de 2014, fue derrotado por poco en su intento de reelección por el exFiscal General de Alaska Dan Sullivan. Después de terminar su mandato en el Senado, se convirtió en asesor de política sobre asuntos de los nativos americanos en la firma de abogados Sonosky, Chambers, Sachse, Endreson & Perry con sede en Washington, D. C.